# Arbeidsrecht

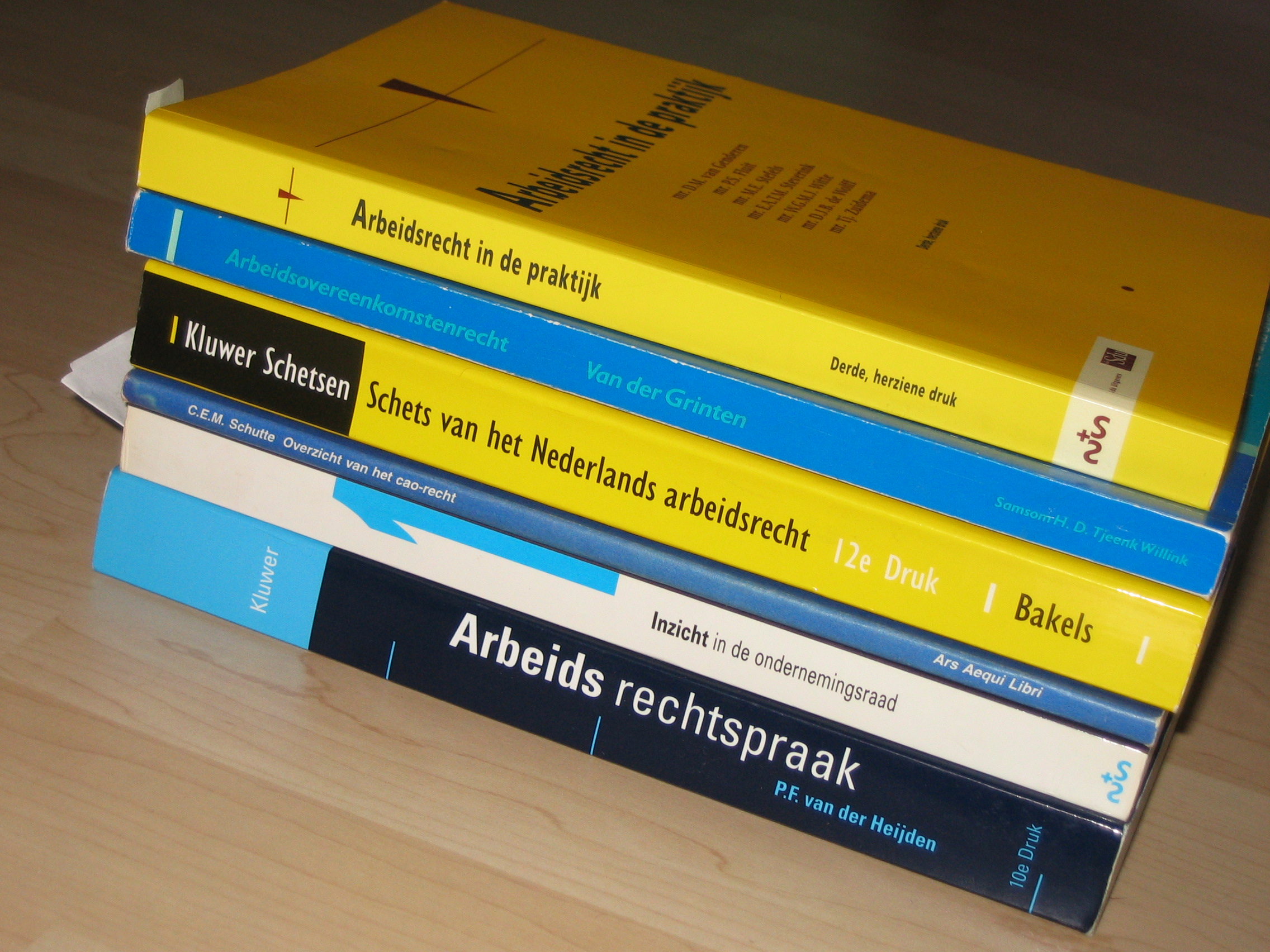
Boeken over het Nederlandse arbeidsrecht.

Het arbeidsrecht is de tak van het recht die de verhouding tussen een werkgever en een werknemer regelt. Een werknemer is iemand die zich er contractueel, dat wil zeggen door middel van een arbeidsovereenkomst, toe verbindt onder het gezag van de werkgever te werken in ruil voor een loon.
Het arbeidsrecht valt uiteen in het individueel en het collectief arbeidsrecht en vormt een integraal onderdeel van het sociaal recht.
Een belangrijk onderdeel van het arbeidsrecht geldt het ontslagrecht, dat de bevoegdheid van werkgever en werknemer regelt de arbeidsovereenkomst te beëindigen.

## Geschiedenis
In het begin van de 20e eeuw konden de contractpartijen vrij de contractvoorwaarden bepalen. Het grote machtsverschil, dat vaak bestond tussen werkgever en werknemer in een industriële context, leidde tot grove misstanden. Geleidelijk aan werd de contractvrijheid van de partijen door wetgeving beperkt. 
Aan het begin van de 21e eeuw is er van contractvrijheid maar weinig sprake meer en genieten werknemers een verregaande bescherming, bijvoorbeeld op vlak van bescherming tegen ontslag, sociale zekerheid, arbeidsongevallen, enz. Deze ontwikkeling is een belangrijke factor geweest in de herverdeling van de welvaart.